# Логаршче
Логаршче (на словенски: Logaršče) е село в Словения, регион Горишка, община Толмин. Според Националната статистическа служба на Република Словения през 2015 г. селото има 54 жители.